# Purshivora
Purshivora är ett släkte av insekter. Purshivora ingår i familjen rundbladloppor.
Kladogram enligt Catalogue of Life:
| Purshivora | \| \| Purshivora chelifera \| \| \| \| \| \| Purshivora pubescens \| \| \| \| |
|            | \| \| Purshivora chelifera \| \| \| \| \| \| Purshivora pubescens \| \| \| \| |
|            | Purshivora chelifera                                                          |
|            |                                                                               |
|            | Purshivora pubescens                                                          |
|            |                                                                               |